# Giorgi Nadiradze
Giorgi Nadiradze (em georgiano:  გიორგი ნადირაძე; nascido em 25 de setembro de 1987) é um ciclista georgiano.
Nos Jogos Olímpicos de Londres 2012, Nadiradze representou sua nação na prova de corrida em estrada, mas não conseguiu terminar.